# Музей «Поштова станція»

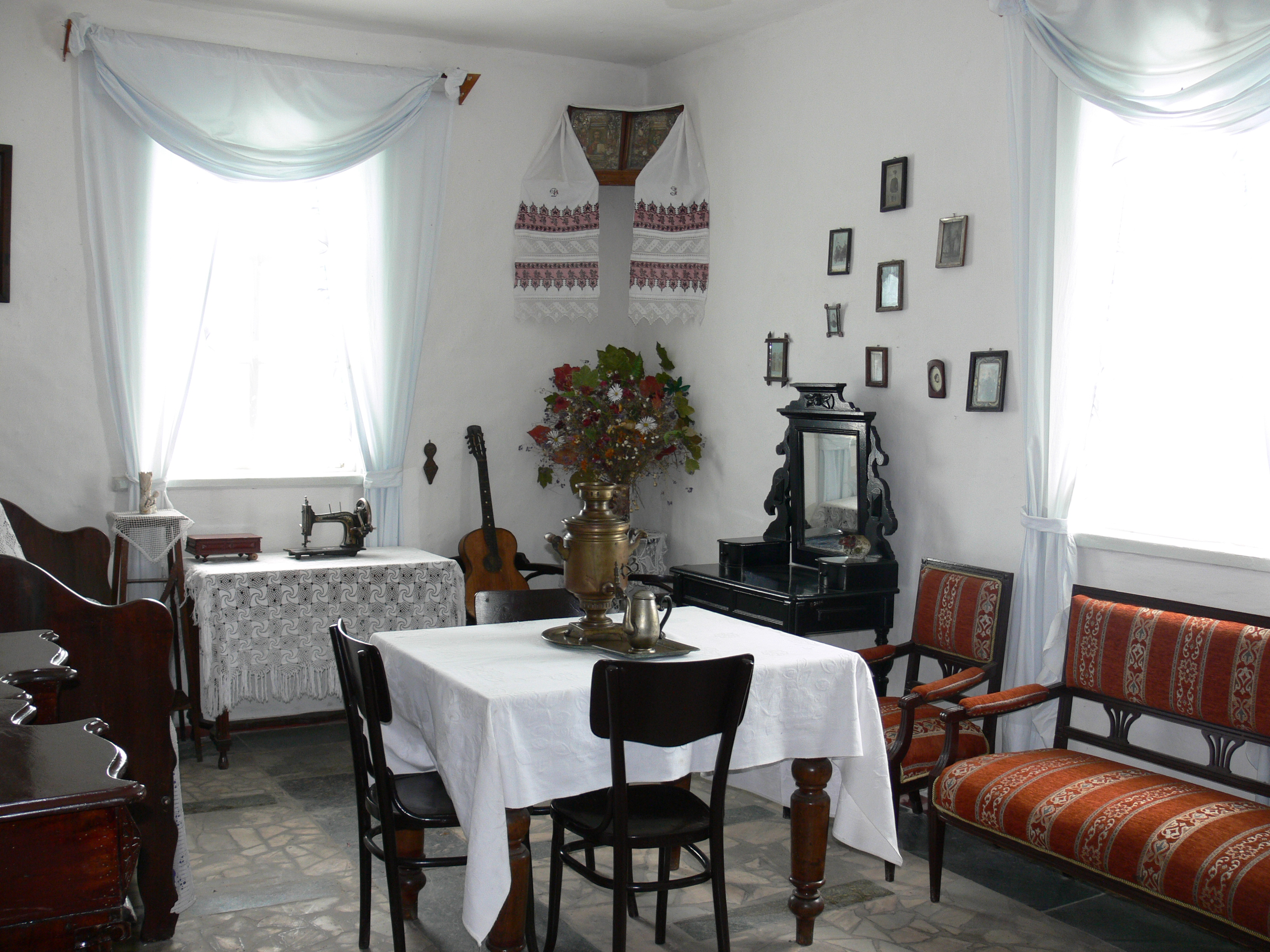
Інтер'єр музею

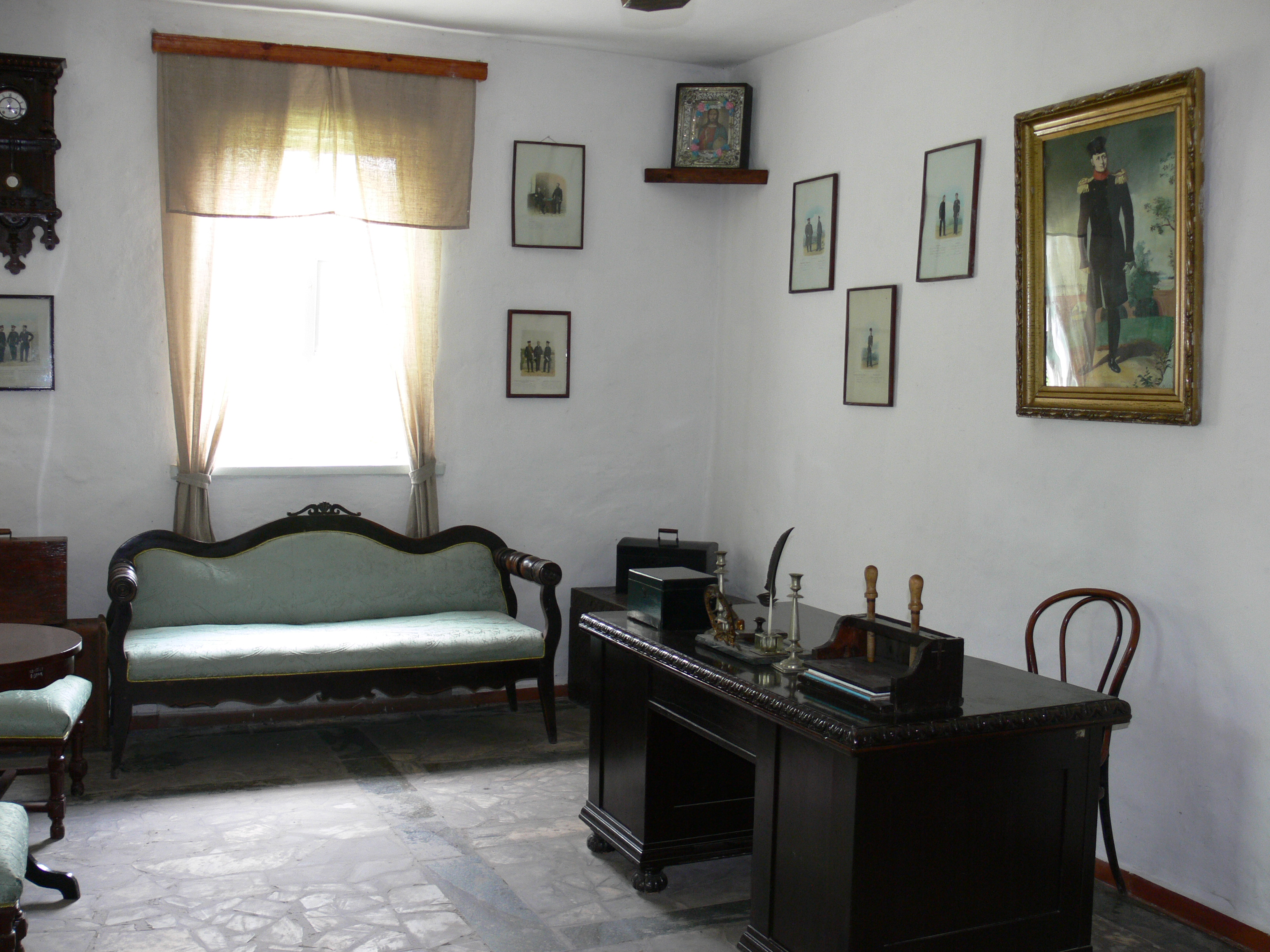
Робоче місце станційного доглядача у канцелярії

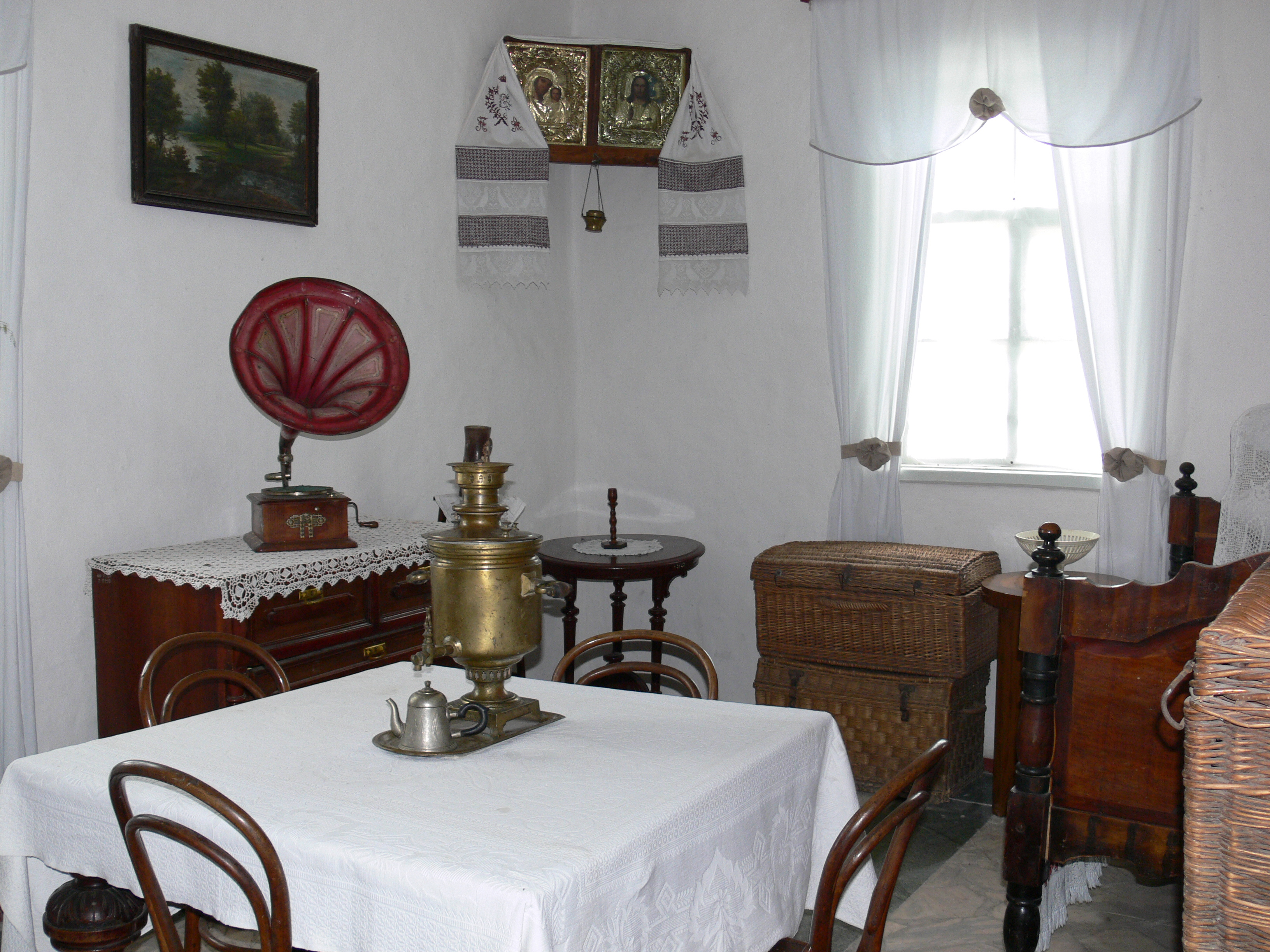
зправа

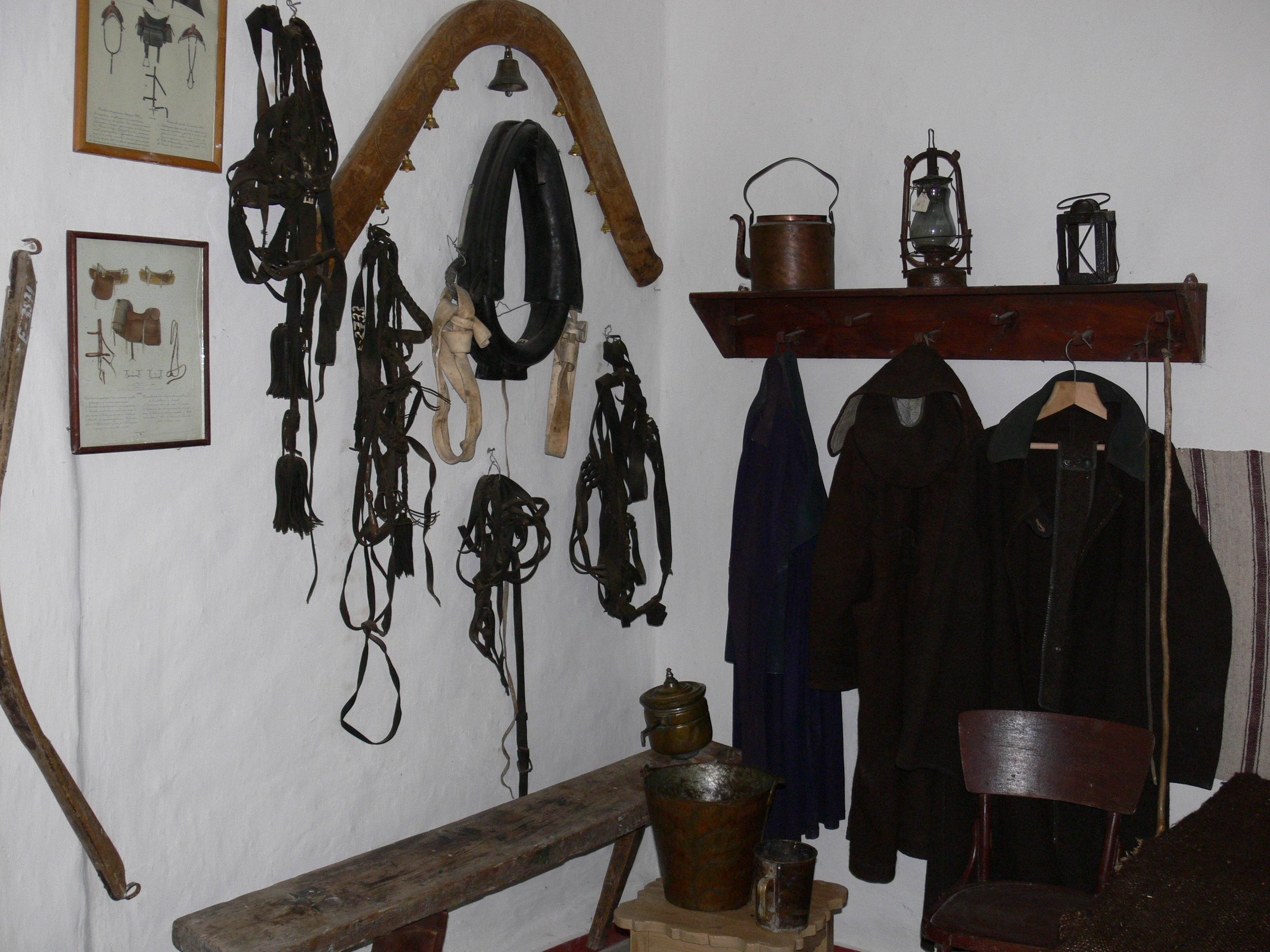
Різьблена дуга з набором дзвіночків у приміщенні візницької музею

Музей пошти «Поштова станція» у Переяславі — музей, присвячений історії розвитку поштового зв'язку в Україні другої половини ХІХ — початку ХХ ст. на прикладі поштової станції повітового міста Переяслава Полтавської губернії на перехресті Старокиївської й Московської вулиць.

## Історія
У другій половині ХІХ — на початку ХХ ст. через поштові станції відбувалось пересилання поштової кореспонденції, грошових переказів, посилок та преси. Також через ці державні установи здійснювалось перевезення пасажирів. Єдина система поштового зв'язку вимагала обов'язкового їх використання всіма поштовими кур'єрськими екіпажами та поліцією для безперешкодного і пріоритетного руху. Поштова станція була третьою на тодішньому поштовому тракті з Києва до Полтави.

## Експозиція
Музей складається із чотирьох залів:
- канцелярія;
- житлове приміщення станційного доглядача;
- кімната для відпочинку та ночівлі подорожуючих;
- візницька для ночівлі ямщиків.

### Канцелярія
Центром канцелярії було робоче місце станційного доглядача — масивний різьблений стіл з письмовим приладдям, скринькою для прогонних грошей та журналом для реєстрації подорожуючих.
Тут же представлена експозиції монет і паперових грошей, які використовувалися для розрахунків за проїзд та постійнодіюча виставка поштових листівок початку ХХ ст. На стінах — карти поштових трактів XVIII — ХІХ століть та «Высочайше утвержденные почтовые правила».
В експозиції музею знаходяться копії подорожніх Миколи Гоголя, Тараса Шевченка та Михайла Максимовича.

### Житлове приміщення доглядача та кімнати для відпочинку
У кімнаті для відпочинку пасажирів експонуються грамофон та фісгармонія (музичний інструмент), які допомагали подорожуючим приємно проводити час в очікуванні своєї черги на виїзд.
У візницькій ямщики відпочивали та грілися після довгої дороги, харчувалися, лагодили упряж та розважалися. В кімнаті — стіл з лавами, піл для спання, кінська упряж, одяг візників, судник з посудом, народні музичні інструменти.
Центром уваги є різьблена дуга з набором дзвіночків, обрамлена знаменитим написом «Дарунок Валдаю». Такі дзвіночки почали побутувати в кінці XVIII ст.